# Edward Spencer
Edward Adams Spencer (Salford, Gran Manchester, 5 de novembre de 1881 – 6 de maig de 1965) va ser un atleta britànic que va competir a principis del segle xx, principalment en proves de marxa.
El 1908 va prendre part en els Jocs Olímpics de Londres, on guanyà la medalla de bronze en les 10 milles marxa, en quedar, rere els seus compatriotes George Larner i Ernest Webb.